# Khonnor
Connor Kirby-Long, kendt under kunsternavnet Khonnor, er en amerikansk elektronisk musiker født 24. juli 1986 i Saint Johnsbury, Vermont. Han har udgivet musik på internettet, bl.a. på den amerikanske fildelingsside Soulseek, under flere forskellige pseudonymer, men han udgav først sin første reele plade Handwriting på pladeselskabet Type i 2004. Pladen er indspillet i forældrenes kælder med brug af en computer og en mikrofon fra et sprogkursus da han var 17 år gammel. Den behandlede temaer såsom ensomhed og alkoholisme, ting Kirby-Long selv havde lidt under, og pladen fik fremragende anmeldelser, bl.a. 9 ud af 10 mulige point i det britiske musikblad NME.
Khonnor har spillet på Roskilde Festival 2005.

## Diskografi
Handwriting 2004